# Радошковицький замок
Радошковицький замок — дерев'яний замок, який існував у 16 ст. у містечку Радошковичі, нині в Молодечненському районі Мінської області. Зараз замок частково зруйнований і зайнятий сучасними будівлями.
Уперше згадується в міському інвентарі в 1549 р., коли великий князь литовський і король польський Сигізмунд II Август «списав і розвідав замки, подвір'я і волості», у тому числі «замку Радошковицького».

## Опис
Замок розташовувався між двома ставками, зробленими на річці Гуйка та Вязинка «капци сипаним» і мав форму неправильного чотирикутника.

### Надбрамна вежа
Вода оточувала замок з усіх боків і прохід до вежі-брами регулював міст. Башта була розміром 8,52 × 21,3 м і була зрублена з великого брусу заввишки 4 поверхи: перший поверх складався з брами, другий — кімнати із заскленою піччю та двома столами, на третьому розміщувалася гармата — «дельцо железное семи пядей, куля якобы гусиное яйцо, в ложы чорной на козлох деревяных». На 2-й поверх вів «усхід», через який потрапляли в «сіні», пристосовані для захисту. Дах вежі був покритий білим залізом.

### Друга вежа
Ліворуч від брами вежі, за 20 сажнів, стояла друга, 3-поверхова вежа. Її перший поверх займала комора, другий — каплиця, третій — «дело железное полдевяти пяди, куля большая, нижни кулак, в ложы чорном железом окованом, на кожле деревяном». Вежа мала форму квадрата, мала розміри вежі 10,65 × 10,65 м і з'єднувалась із вежею-брамою із дванадцятьма городнями (довжина однієї городні — 3,55 м).

### Третя вежа
За 40 сажнів від 2-ї башти, що стояла в кутовому замку з рубаних колод, 3-а вежа з'єднувалась 19 городнями з 2-ю вежею та 11 городнями з 4-ї круглою вежею.

### Четверта вежа
Остання вежа була з'єднана 28-сажневою стіною (13 городень) із вхідною вежею-брамою.

### Інші будівлі
Крім усього іншого, замок мав ще одну вежу, не пов'язану із замковими стінами, яка розташовувалась окремо на подвір'ї та мала 4 поверхи, 3 з яких використовувались для господарських потреб, а 4-й — для оборонних цілей.
Бойові формування городень і «всіх хором» замку мали вгорі «бланки» — бойові майданчики, передні стіни яких були зроблені з колод. Ці стіни, що виходили в бік ставка, були «дошками переные» (обгороджені дошками).
Перед замком розташовувався арсенал, 2 млини, садиба, лазня, пивоварня та інші господарські будівлі. На час «Перепису населення» замок ще був «добре збудованим, не гнилим».

## Арсенал
Серед зброї замку в інвентарі згадується «на тих обланках залізна підлога 8 п'ядей в них, куля з куряче яйце, на дерев'яному козлі, ліжко, прикуте залізом, смола залита, нижнє ложе попсувалось», «гаківниці великі від 3 до 9 п'ядей, з формами і з усіма приправами, коротші (гаківниці) 5 на 5 п'ядей… кулі великі з усіма приправами … для оборони, кий старомодний, 7 рушниць з усіма приправи, і 10 аркебуз…». Були також запаси свинцю («2 камені»), пороху (одна маленька бочка, у другій бочці пороху 20 фунтів. Спеціально також у лунці 50 фунтів…") тощо.